# Народи Росії
Перелік народів, що проживають на території Росії. Алфавітний список

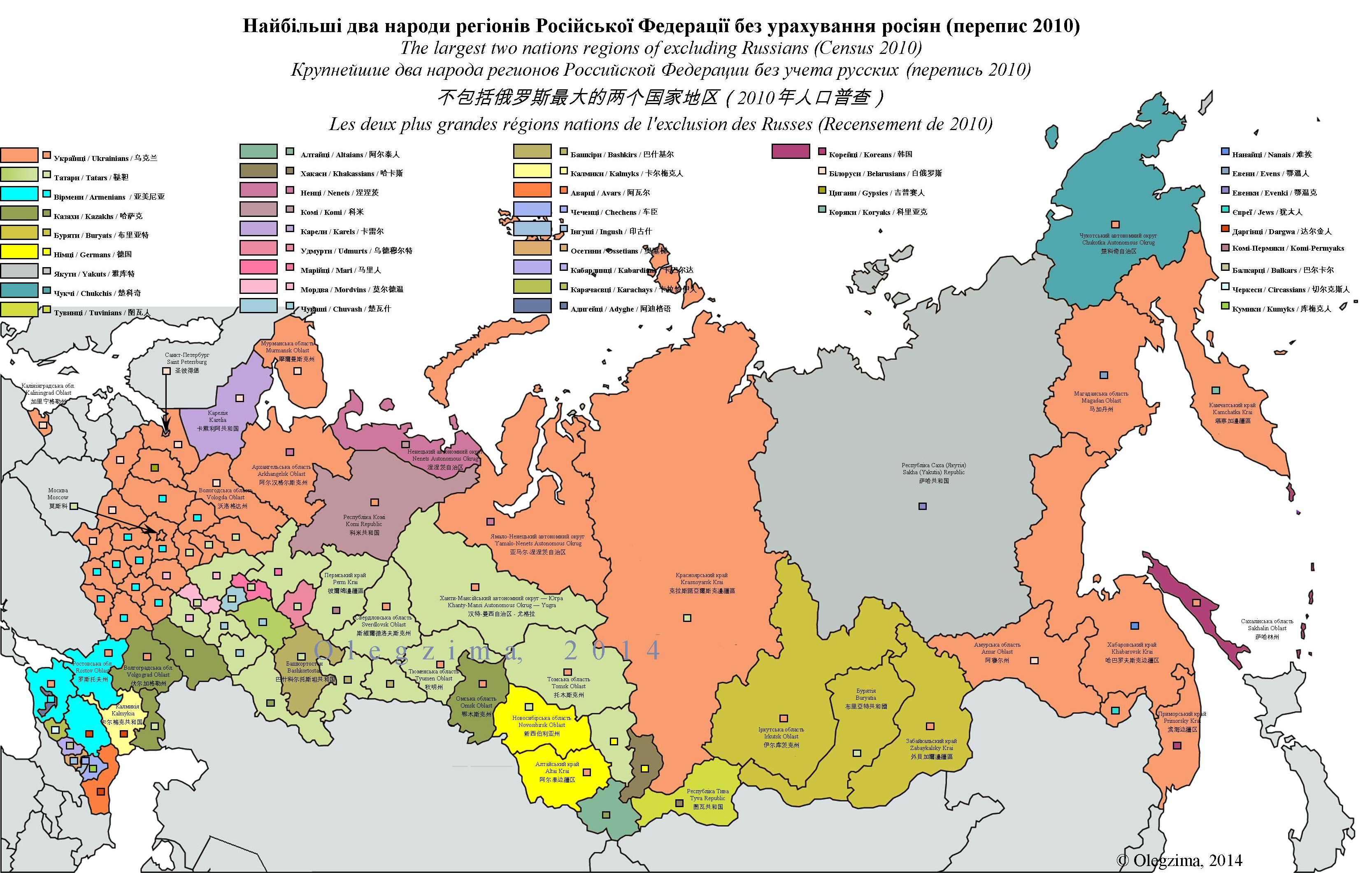
Два найбільші народи регіонів Російської Федерації без урахування росіян (перепис 2010)

Список неповний.

## А
Абазини ·
Абхази ·
Аварці ·
Австрійці ·
Агули ·
Азербайджанці ·
Албанці ·
Алеути ·
Алтайці ·
Алюторці ·
Андійці ·
Араби ·
Арчинці ·
Ассирійці ·
Ахвахці

## Б
Багулали ·
Балкарці ·
Башкири ·
Бежтинці ·
Білоруси ·
Белуджі ·
Бесерм'яни ·
Болгари ·
Ботліхці ·
Буряти ·

## В
Вепси ·
Вірмени ·
Водь ·
В'єтнамці ·

## Г
Гагаузи ·
Гінухці ·
Годоберинці ·
Греки ·
Грузини ·
Гунзибці ·

## Д
Даргинці ·
Долгани ·
Дунгани ·

## Е
Евенки ·
Евени ·
Енці ·
Ескімоси ·
Естонці ·

## Є
Євреї ·
Євреї горянські ·
Євреї грузинські ·
Євреї середньоазійські ·

## І
Іжорці ·
Інгуші ·
Іспанці ·
Ітельмени ·

## К
Кабардинці ·
Казахи ·
Кайтагці ·
Калмики ·
Каракалпаки ·
Каратинці ·
Карачаївці ·
Карели ·
Кереки ·
Кети ·
Киргизи ·
Китайці ·
Комі ·
Комі-перм'яки ·
Корейці ·
Коряки ·
Кряшени ·
Кубачинці ·
Кумики ·
Курди ·

## Л
Лакці ·
Латиші ·
Лезгини ·
Литовці ·

## М
Мансі ·
Марійці·
Молдовани ·
Монголи ·
Мордва ·

## Н
Нагайбаки ·
Нанайці ·
Нганасани ·
Негідальці ·
Німці ·
Ненці ·
Нівхи ·
Ногайці ·

## О
Ороки ·
Орочі ·
Осетини ·

## П
Поляки

## Р
Румуни ·
Росіяни ·
Рутульці ·

## С
Саами ·
Селькупи ·
Серби ·
Словаки ·

## Т
Табасарани ·
Таджики ·
Талиші ·
Татари ·
Татари сибірські ·
Тати ·
Телеути ·
Тиндали ·
Тофалари ·
Тувинці ·
Турки ·
Турки-месхетинці ·
Туркмени ·

## У
Угорці ·
Удіни ·
Удмурти ·
Удегейці ·
Узбеки ·
Уйгури ·
Ульчі ·
Українці

## Ф
Фіни ·
Фіни-інгерманландці ·

## Х
Хакаси ·
Ханти ·
Хваршини ·
Хорвати ·

## Ц
Цахури ·
Цезькі народи ·
Цигани ·

## Ч
Чамалинці ·
Челканці ·
Черкеси ·
Чеченці ·
Чуванці ·
Чуваші ·
Чукчі ·
Чулимці ·

## Ш
Шапсуги ·
Шорці ·
Шугнанці ·

## Ю
Юги ·
Юкагіри ·

## Я
Якути